# Maïder Laval
Maïder Laval (18 mei 1970) is een tennisspeelster uit Frankrijk.
In 1987 kwam ze samen met Christophe Freyss tot de tweede ronde van het gemengd dubbelspeltoernooi in het French Open. In het damesdubbel speelde ze met Emmanuelle Derly ook in de tweede ronde dat jaar. In 1988 werd zij kampioen in het vrouwenenkelspel op het nationaal Frans kampioenschap. In 1989 kwam ze met Noëlle van Lottum met een wildcard niet verder dan de eerste ronde. Een jaar later speelde ze tegen Derly in de meisjesfinale van Roland Garros, die Derly won. Tussen 1987 en 1991 speelde ze op Roland Garros, vaak met een wildcard, maar ze kwam in het hoofdtoernooi nooit verder dan de tweede ronde.